# Aston Martin Virage (2011)
Aston Martin Virage – samochód sportowy klasy wyższej produkowany przez brytyjską markę Aston Martin w latach 2011 – 2012.

## Historia i opis modelu

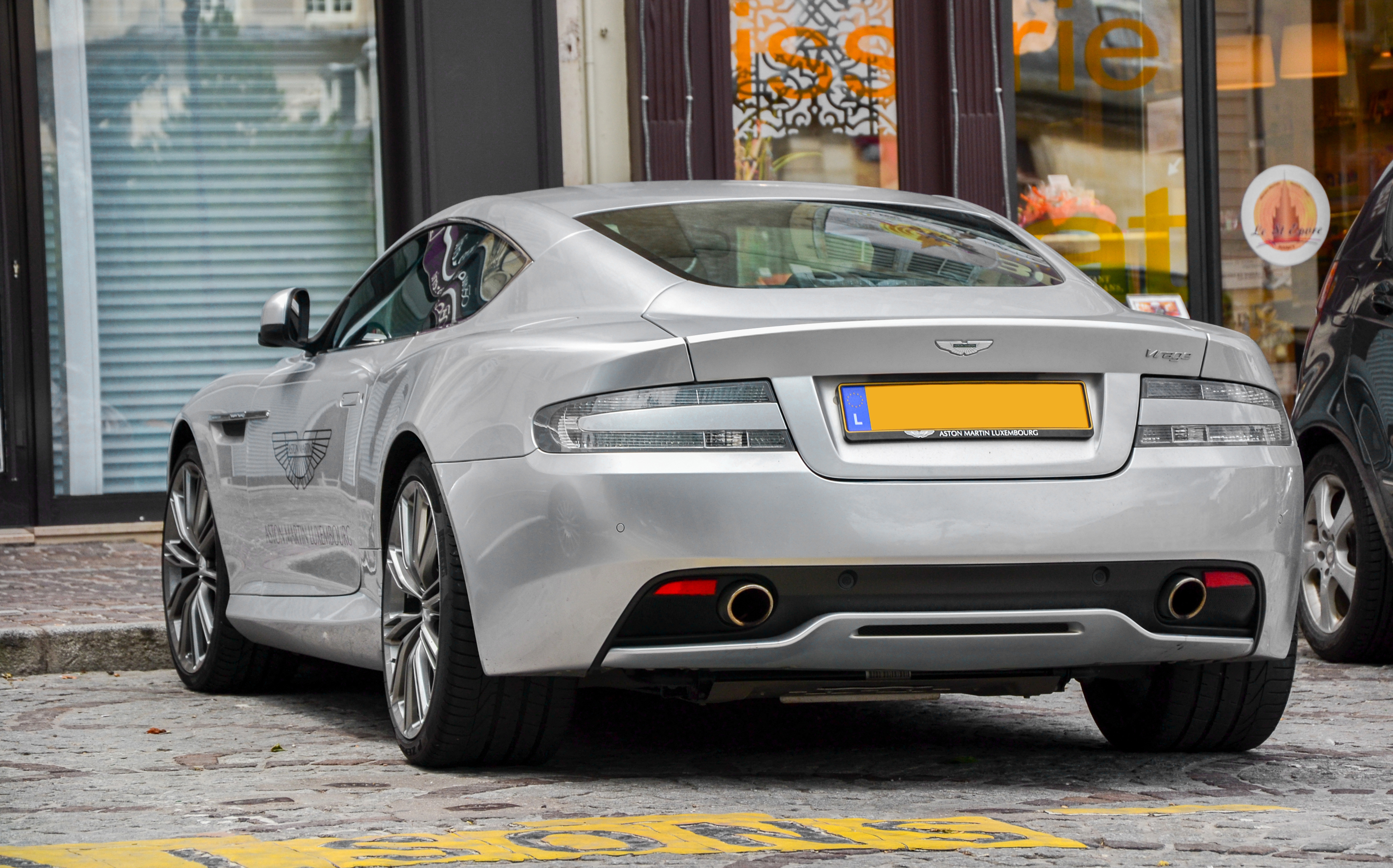
Aston Martin Virage - tył

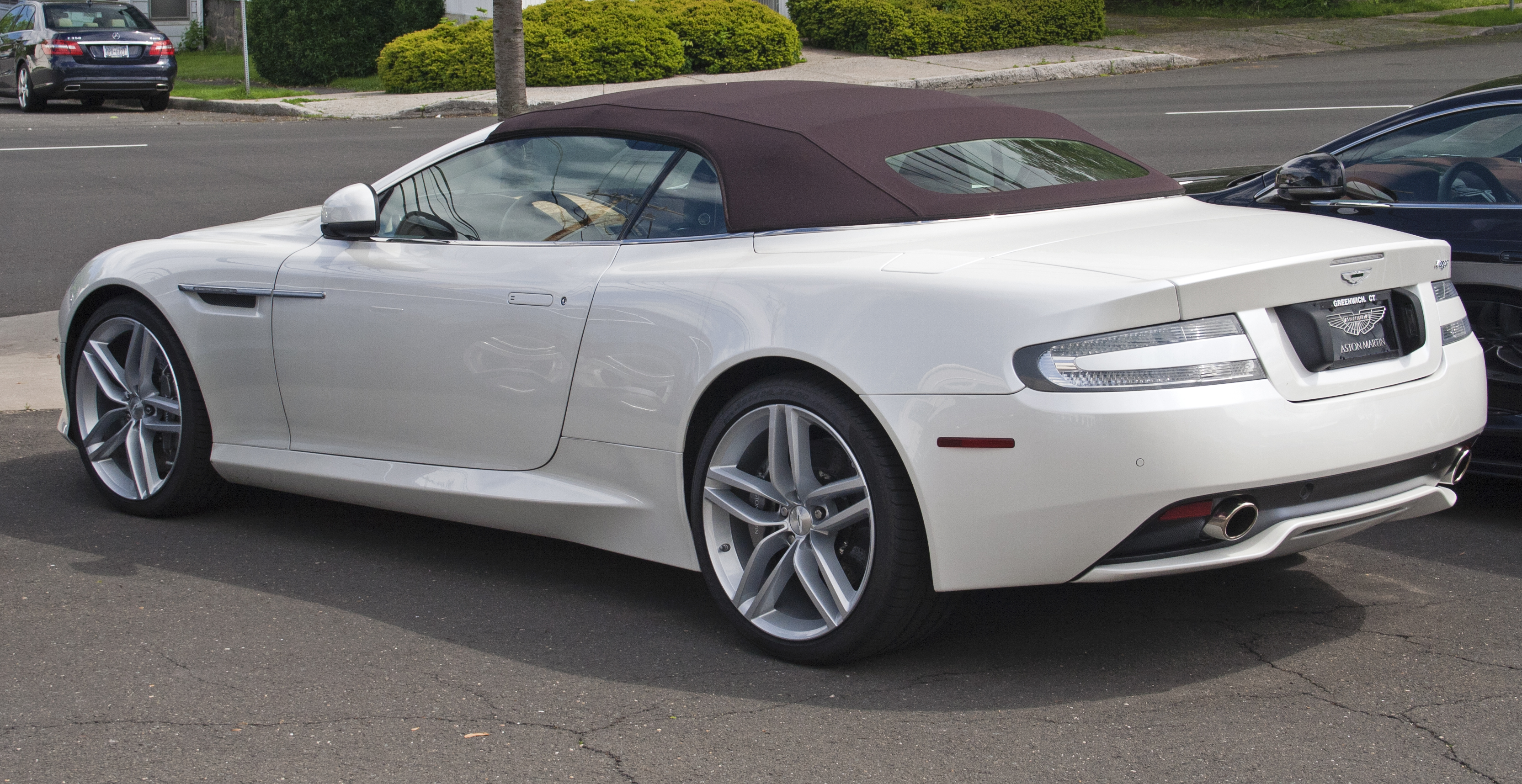
Aston Martin Virage Volante

W 2007 roku Aston Martin zakończył produkcję modelu V12 Vanquish S, zastępując go czołową wersją DB9 - DBS. Jednocześnie, marka postanowiła wprowadzić na rynek nieco odmienioną wersję DB9, która zapełniałaby lukę pomiędzy luksusowym DB9 a sportowym DBS - i tak też, w 2011 roku pojawił się model o nazwie Virage. Pojazd wyposażony jest w silnik znany z innych wersji DB9, w jego przypadku ma on jednak moc 490 KM oraz moment obrotowy 570 Nm. Samochód jest bardziej komfortowy aniżeli DBS, ale też szybszy i "ostrzejszy" od standardowego DB9. Wyróżnia się także nieco inną stylizacją karoserii, przednimi oraz tylnymi światłami, a także (również stanowiącym swego rodzaju kompromis) wnętrzem.
W drugiej połowie 2012 roku Aston Martin poinformował o planach zaprzestania produkcji modelu Virage. Powodem jest nieznaczny popyt na ten model spowodowany niewielkimi różnicami między DB9 jak również DBS.